# 新政治国民会議
新政治国民会議（しんせいじこくみんかいぎ）は、1995年9月に結成された韓国の政党で、当時はまだ野党政治家であった金大中（キム・デジュン）が結成した。発足当初は野党であったが、1998年2月の金大中大統領就任とともに与党になった。略称は「国民会議」。

## 概要
1992年12月18日に行われた第14代大統領選挙で金泳三（キム・ヨンサム）に敗れた金大中は政界引退を表明したが、1995年7月18日に政界復帰と共に新党結成を宣言、民主党内の東橋洞系（金大中系）議員17名による創党準備委員会を9月5日に開催し委員長に金大中を選出。9月5日に創党大会を開催して金大中を総裁（党首）とする新政治国民会議（以下、国民会議）が結成された。
翌1996年4月の15代国会議員選挙では79議席を獲得し､野党第1党の座を死守したが、目標としていた100議席には届かず、全国区名簿14位で立候補していた金大中も落選する厳しい結果となった。1997年12月の第15代韓国大統領選挙では金大中を大統領候補に選出、金鍾泌（キム・ジョンピル）が率いる自由民主連合（自民連）との候補一本化（DJP連合）を実現した。金泳三大統領の支持率低下など追い風を受け、金大中は念願の大統領の座を手にした。しかし、国会では新韓国党と民主党が合同した巨大野党ハンナラ党が存在し､多数派を占めたため、国民会議は少数与党となり、困難な国会運営を強いられた。2000年1月20日に国民会議を母体として外部からの人材を集めた新党である「新千年民主党」が発足した。

## 創党時の党役職者
- 総裁：金大中
- 副総裁：金槿泰、金令培、朴尚奎、申楽均、李鍾賛、鄭大哲、趙世衡
- 指導委員
  - 権魯甲、吉昇鈞、柳在乾、金琫鎬、金相賢
  - 金台植、羅鍾一、柳晙相、慎順範、慎鏞碩
  - 安東善、李龍熙、鄭永模、鄭喜卿、千容宅
  - 韓光玉、許在栄
- 党4役
  - 院内総務：辛基夏
  - 事務総長：趙舜衡
  - 政策委員長：孫世一
  - 地方自治委員長：張石和
- 代弁人（スポークスマン）：朴智元

東亜日報編『東亜年鑑　1996年』東亜日報　120頁「새정치국민회의」（新政治国民会議）

## 綱領及び政策
国民会議は綱領で党の立場について参与民主主義と公正な市場経済を土台とした中道国民政党と位置づけた。
1. 政治：参与の政治
2. 経済：中小企業中心の経済
3. 社会：安定と夢と希望の健康社会
4. 文化：文化先進国の志向
5. 教育：知識革命と全人教育
6. 環境：自然と共存共栄
7. 科学技術：科学技術戦争での勝利
8. 女性：平等と参与の保障
9. 青年：社会の共同参与者
10. 外交・安保：自主協力の外交・安保体制
11. 統一：漸進的で平和的な民族統一
12. 21世紀：道徳的先進国家

出典：中央選挙管理委員会編『大韓民國政黨史』第5輯（1993.2.25～1998.2.24）191頁

## 党勢推移
| 代     | 年月日         | 候補者 | 得票数     | 得票率 | 当落 |
| ------ | -------------- | ------ | ---------- | ------ | ---- |
| 第15代 | 1997年12月18日 | 金大中 | 10,326,275 | 40.3％ | 当選 |

| 代     | 年月日        | 議席数 | 議席数 | 議席数 | 得票率 |
| 代     | 年月日        | 合計   | 地域区 | 全国区 | 得票率 |
| ------ | ------------- | ------ | ------ | ------ | ------ |
| 第15代 | 1996年4月11日 | 79     | 66     | 13     | 25.3％ |

| 回    | 年月日       | 広域 団体長 | 基礎 団体長 | 広域議会 議員 |
| ----- | ------------ | ----------- | ----------- | ------------- |
| 第2回 | 1998年6月4日 | 6           | 84          | 271           |